# Rima Birt
La Rima Birt è una struttura geologica della superficie della Luna.